# Villa Regenstreif

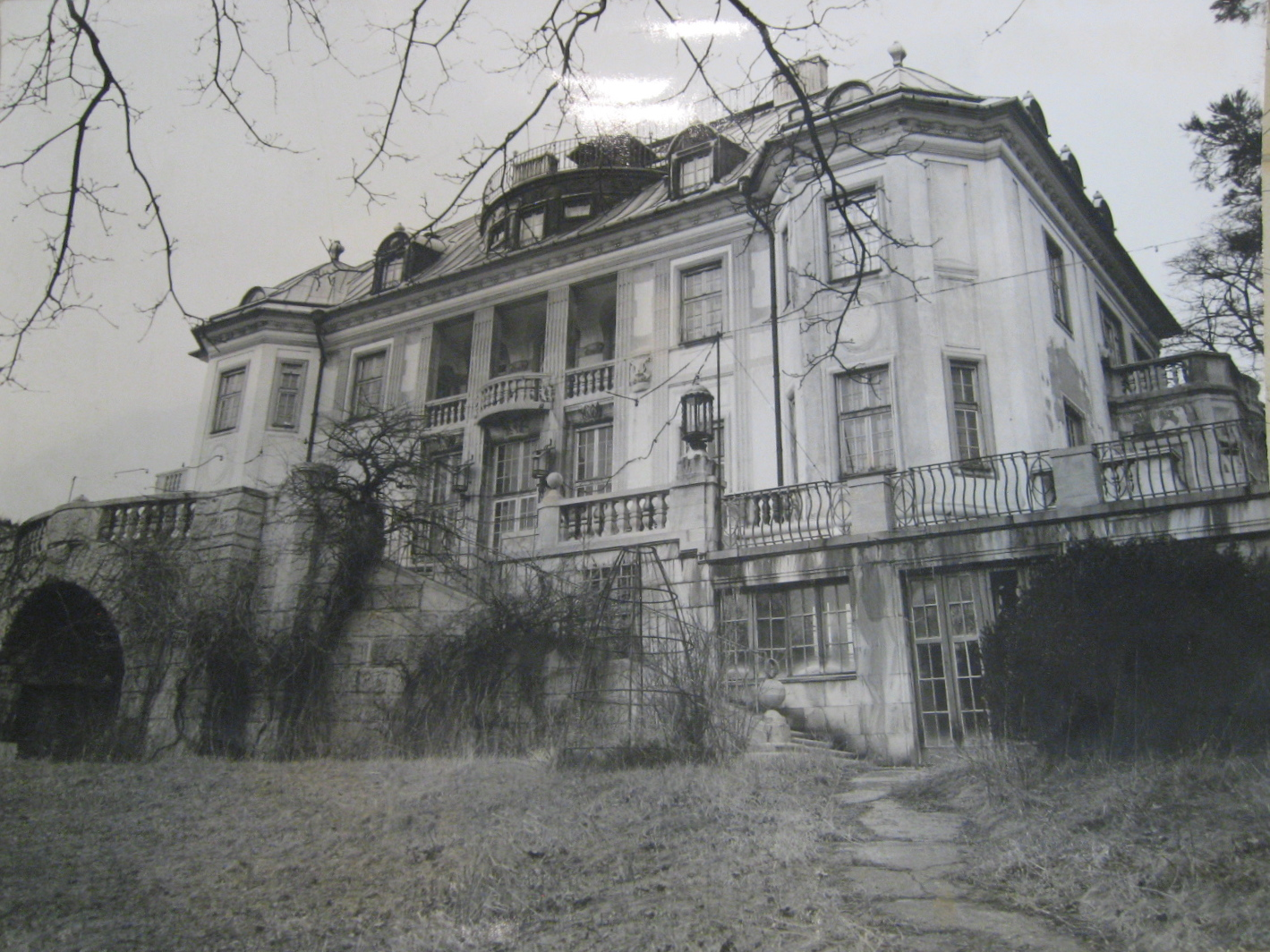
Villa Regenstreif in der Zwischenkriegszeit

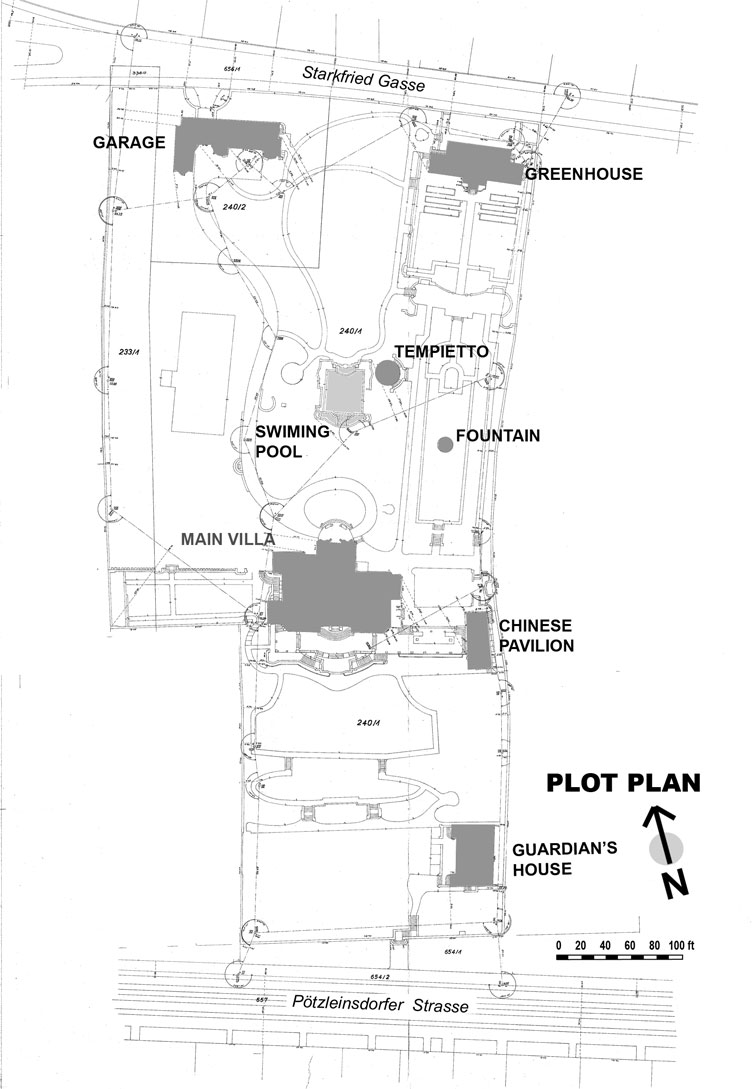
Villa Regenstreif

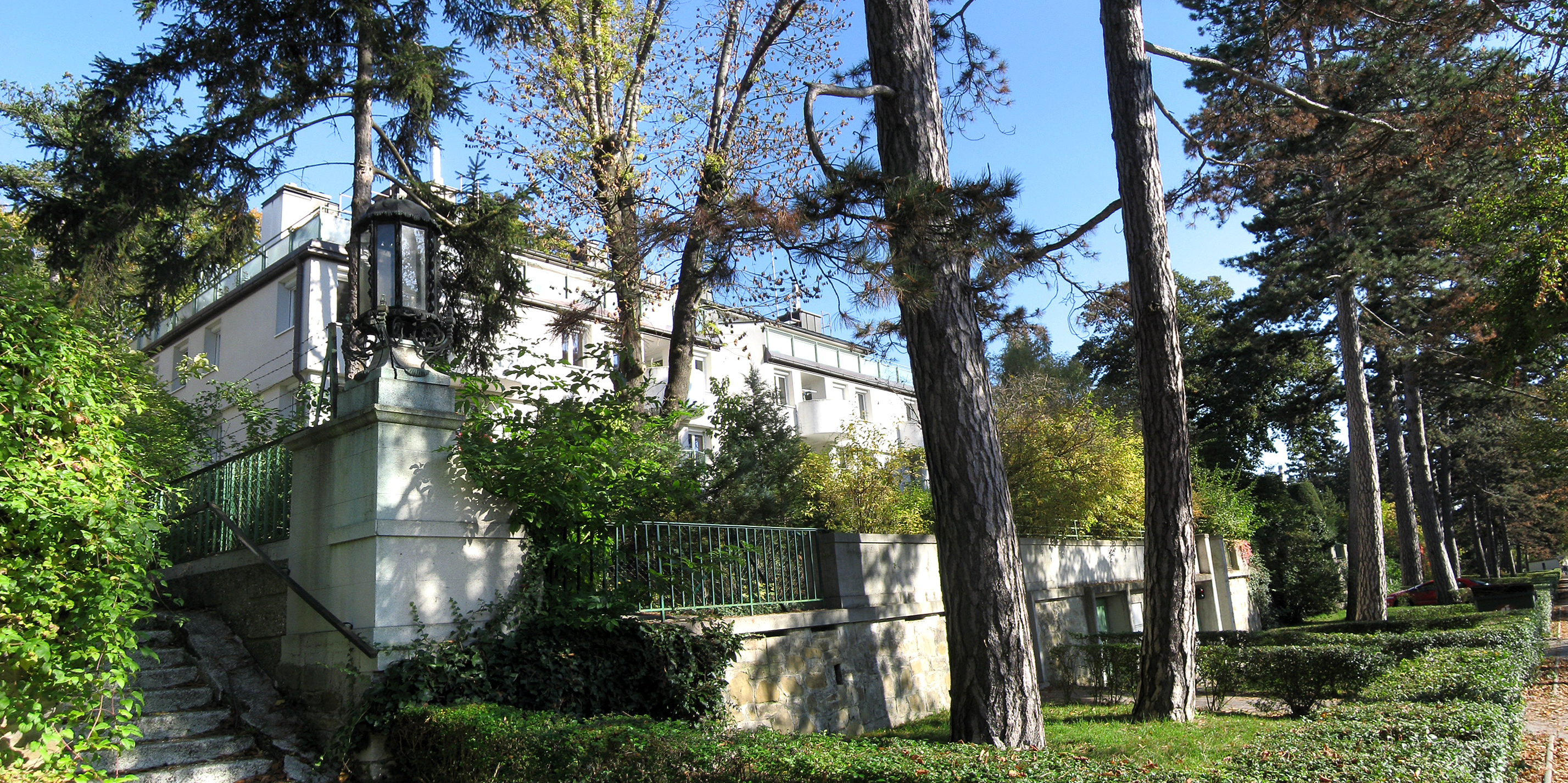
Blick auf das Grundstück von der Pötzleinsdorfer Straße heute. Die Laterne und die Mauer sind noch original

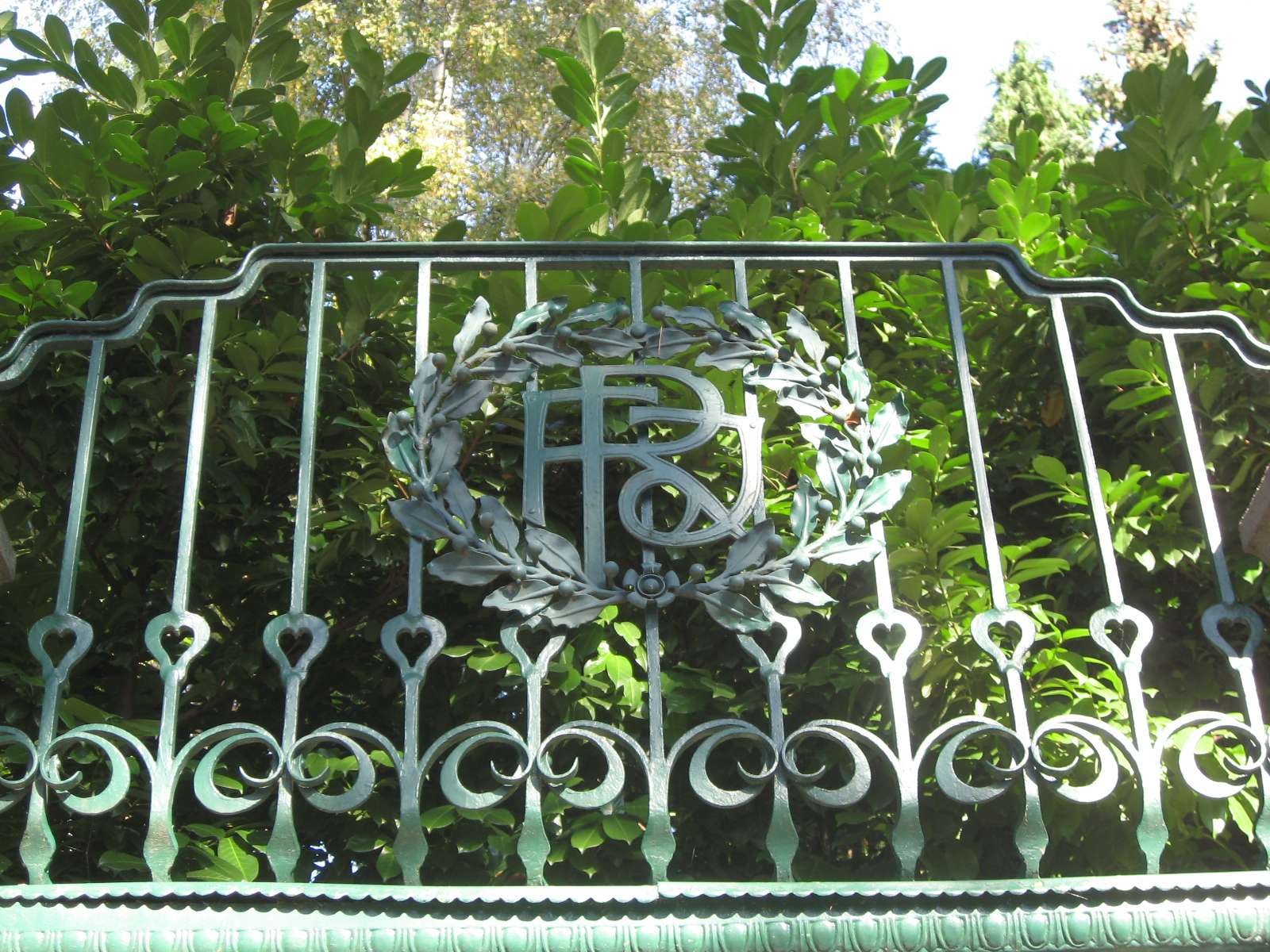
Eingangstor Pötzleinsdorfer Straße, über dem Tor das Monogramm von Fritz und Johanna Regenstreif

Die Villa Regenstreif war eine Villa im 18. Wiener Gemeindebezirk, Währing. Das Areal grenzte im Süden an die Pötzleinsdorfer Straße 36–38, im Norden an die Starkfriedgasse 15. Das Herrenhaus befand sich etwa in der Mitte des in Nord-Süd-Richtung langgestreckten Grundstücks.

## Geschichte des Hauses
Die Villa wurde im Auftrag des Industriellen Friedrich („Fritz“) Regenstreif (Czernowitz 14. November 1868 – 8. Mai 1941 Wien) von 1913 bis 1917 vom Architekten Friedrich Ohmann im romantischen Stil mit leicht barockisierenden Elementen, besonders bei der Gestaltung der Dächer, erbaut. Die Ausstattung des Herrenhauses war prachtvoll, die weitläufigen Salons und Privaträume waren durchwegs mit künstlerisch ausgestalteten Holzpanelen und Marmorplatten verkleidet. Im Kellergeschoß waren unter anderem ein eigener Kinosaal, eine Kegelbahn sowie eine Orangerie untergebracht.
Die Villa war auf allen Seiten von einer 2 ha großen Gartenanlage mit Bäumen umgeben, viele Skulpturen verzierten die Fassade und den Garten. Zu den Nebengebäuden zählten das Pförtnerhaus bei der Pötzleinsdorfer Straße, ein Garagengebäude mit eigener Werkstatt und ein gläsernes Palmenhaus, beide an der Starkfriedgasse, ein Chinesischer Pavillon nahe dem Herrenhaus sowie ein Schwimmbad.
Im März 1941 wurde Fritz Regenstreif aufgrund seiner jüdischen Abstammung dazu gezwungen, seine Villa weit unter dem echten Wert an die nationalsozialistische Deutsche Arbeitsfront (DAF) zu verkaufen; Regenstreif verstarb noch im gleichen Jahr. Fritz Regenstreifs Ehefrau Johanna, geb. Ortlieb (München 12. Dezember 1877 – 22. Juni 1934 Wien), war nicht mehr am Leben. Beider Kinder Paul Regenstreif, geb. 1899 in München, und Ellen Illich (mit ihren drei Kindern, darunter Ivan Illich), geb. 1901 in München, mussten 1942 flüchten.
Aus Furcht davor, die Beute an Magda Goebbels weiterreichen zu müssen, die ebenfalls Interesse an der Villa gezeigt hatte, begann die DAF sofort mit dem Abtransport des kostbaren Inventars nach Berlin. Die Holzvertäfelungen der Decken und Wände wurden mit Hacken entfernt und verbrannt, die verbleibende Innengestaltung total geplündert, schließlich wurden provisorisch kleine Bürokabinen eingerichtet, die von der NSDAP-Organisation Nationalsozialistische Volkswohlfahrt von 1943 bis zur Befreiung Wiens 1945 genutzt wurden. Die Organisation wollte in der Villa ein Erholungsheim für kriegsversehrte Offiziere einrichten.
Von 1945 bis 1955 lag das Areal im US-amerikanischen Sektor Wiens. Das Gebäude wurde von den USA gemietet und als Offiziersclub für Offiziere der United States Air Force genutzt.
Am Ende des von 1948 bis 1953 geführten Restitutionsverfahrens erhielten die Erben Fritz Regenstreifs die äußerlich von Kriegseinwirkungen verschonte gebliebene, aber innen vollständig devastierte und unbrauchbar gewordene Villa zurück. Schweren Herzens entschied sich die Familie im Jahr 1958 zum Verkauf.
Anfang der 1960er Jahre war die Villa kurz als Dienstvilla des Bundespräsidenten im Gespräch; das Amt hatte damals Adolf Schärf inne. Am 17. März 1964 brach bei Renovierungsarbeiten ein Brand aus, der zum Abriss des Gebäudes führte. Heute befindet sich ein Studentenwohnheim an der Stelle.
Bis heute erhalten geblieben sind das Pförtnerhaus (Pötzleinsdorfer Straße 36), ein Wasserbassin (der ehemalige Springbrunnen), ein Pavillon, Mauern und einige Laternen.

## Geschichte der Bewohner des Hauses

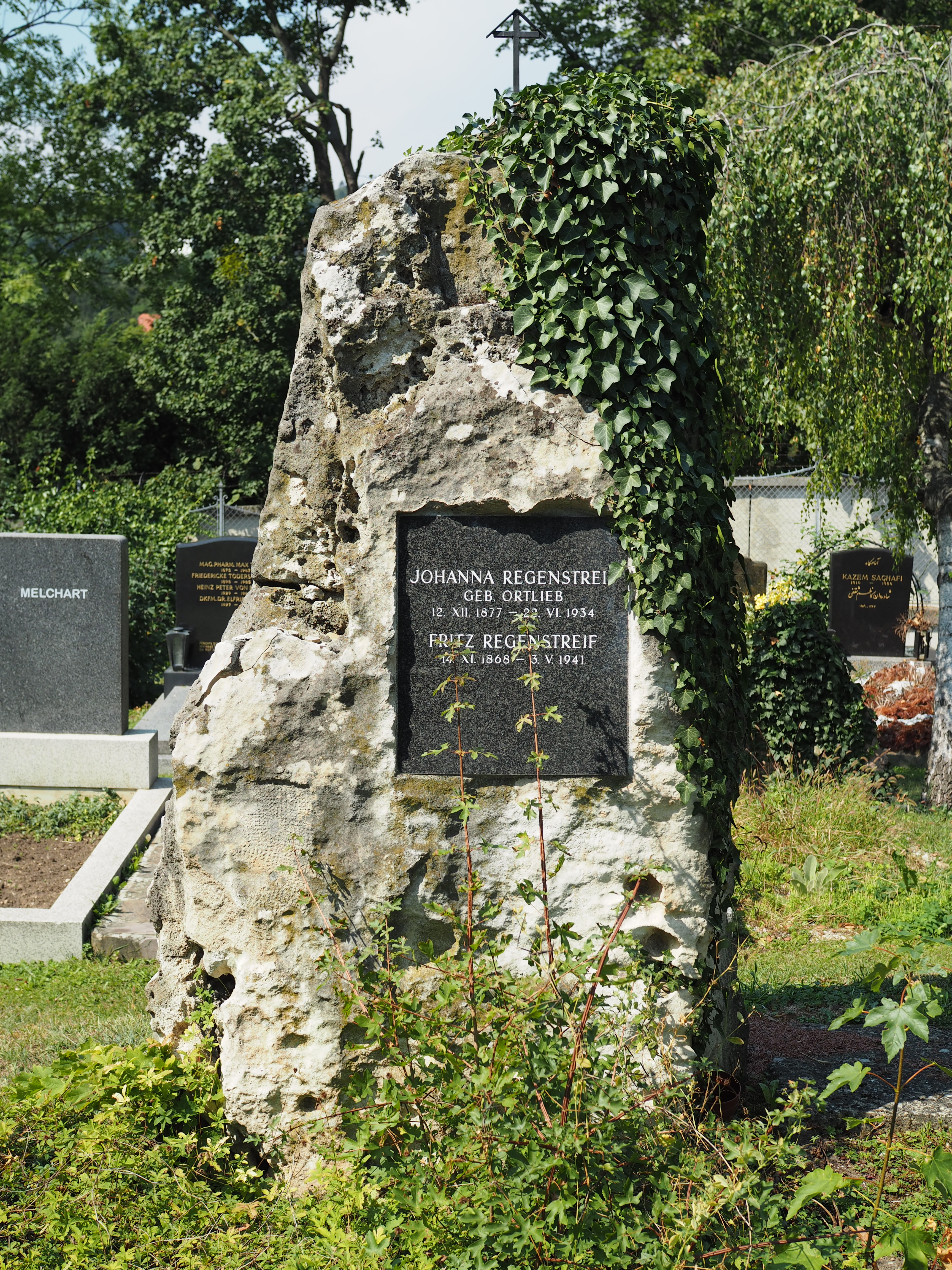
Grab von Fritz und Johanna Regenstreif am Pötzleinsdorfer Friedhof

Der Bauherr Fritz Regenstreif war als Holzindustrieller in Bosnien und Herzegowina wohlhabend geworden. Seine Tochter Ellen Rose (Maexie) Illich, geb. Regenstreif, und ihre drei Kinder Ivan, Mischa und Sascha lebten in der Villa, die sie liebevoll „Pötz“ nannten, von 1932 bis 1942. Berühmtheit erlangte ihr Sohn Ivan Illich, der in seinem Text Verlust von Welt und Fleisch die landschaftliche Atmosphäre von Pötzleinsdorf und sein Empfinden und Denken am 10. März 1938 – zwei Tage vor dem „Anschluss Österreichs“ – beschrieb (Illich war damals elf Jahre alt).
Großvater Regenstreif war ein herzhafter und witziger Herr, der seiner Familie Schutz gab. Er sagte zu ihr: „Solange ich lebe, braucht ihr euch nicht vor den Nazis zu fürchten.“ Mit Hilfe seines Vermögens konnte er seine Familie vor der Ermordung bei der Gestapo freikaufen. Nahezu wöchentlich kamen die Polizisten in ihren Lederuniformen kontrollieren. Dies war eine traumatische Erfahrung der Familie. Er gab seiner Familie Halt und Sicherheit, bis er starb. Dann musste die Familie mit falschen Pässen in einer Nacht-und-Nebel-Aktion über Italien fliehen. Vorher gab sie den Pötzleinsdorfern noch einen Abschiedsempfang und verschenkte einen Teil von dem, was sie nicht auf der Flucht mitnehmen konnte.
Die Grabstätte von Fritz und Johanna Regenstreif befindet sich am Pötzleinsdorfer Friedhof (Gruppe B, Reihe 14, Nr. 156); auf dem Grabstein ist Fritz Regenstreifs Todestag irrigerweise mit 3. Mai angegeben.